# Gagliole
Gagliole (Gàjole in dialetto maceratese), è un comune italiano di 517 abitanti della provincia di Macerata nelle Marche.

## Storia
Il centro storico conserva la struttura urbanistica originale con l'antico castello medievale e la cinta muraria databili al XIV secolo. La rocca è stata al centro della contesa del territorio da parte dei signori Smeducci di Sanseverino e i Da Varano di Camerino. Il castello compare per la prima volta nei documenti degli archivi storici con il nome di Castrum Galli. La rocca è stata edificata dai Da Varano per la difesa del proprio territorio, subito dopo l'annessione di Gagliole alla signoria, oggi ne resta la base in arenaria dell'antica torre e la cinta muraria. L'accesso al centro storico è permesso tramite due strade attraverso le uniche due porte, quella principale con arco a sesto acuto ribassato e la cosiddetta Porta Zingarina.

## Monumenti e luoghi d'interesse

### Madonna della Pieve o di San Zenone
Un tempo Pieve di San Zenone, oggi Madonna della Pieve, è una chiesa costruita quasi interamente in conci di arenaria e conserva quasi interamente la struttura originaria, che sorge in località Selvalagli. La facciata è divisa orizzontalmente in due parti e verticalmente in tre da quattro lesene, che nella parte inferiore inquadrano la porta d'ingresso principale. Quest'ultima, di piccole dimensioni, riporta un arco di pietra calcarea bianca, sormontato da un motivo a scacchiera e, un tempo, dallo stemma della basilica lateranense, presente anche in S. Giuseppe a Gagliole. Un motivo di quattro archetti chiusi ai lati della porta, conclude la decorazione della facciata ovest. Nel lato sud della chiesa, diviso da lesene, si apre una porta in pietra del XVI secolo e si nota un'arcata richiusa che presuppone l'esistenza in passato di un'absidiola o di un altro edificio collegato. L'abside è semicircolare con aperture monofore. Il lato nord è quasi aderente alla collina e per questo presenta numerosi rifacimenti, forse a causa dell'umidità che il contatto con il terreno comporta. All'interno presenta un'unica navata con copertura in travi lignee e pianelle policrome. Qui si conserva un affresco del XVI sec. che rappresenta una Madonna con Bambino, che probabilmente ha determinato il cambiamento del nome.

### Eremo della Madonna delle Macchie
In origine Santuario Madonna delle Grazie, è un complesso monastico costruito almeno a partire dal XIV secolo, situato vicino al confine con San Severino Marche, probabilmente anche storicamente ebbe una funzione importante di mediazione tra i territori. Il monastero è situato in una piccola radura al limite della boscaglia. Oggi sono visitabili due cappelle e il chiostro con al centro il pozzo. La cappella più grande era in origine un portico, come si può notare dalle arcate all'esterno, per accogliere i pellegrini e conserva un grande affresco sul fondo dietro l'altare con l'Assunzione della Vergine, già attribuito a Marchisiano di Giorgio e più recentemente a Venanzio da Camerino e Pergentile da Matelica, forse risalente alla metà degli anni venti del Cinquecento, tipica dei due pittori per il tono umorale e un po' grottesco e per i ricordi signorelliani. Altri dipinti sono sulla parete laterale. Da qui si accede alla cappella principale, più piccola e più antica, attraverso un arco a sesto acuto (gotico), dove troviamo altri affreschi (alcuni sono stati staccati e sono conservati nel museo diocesano a Camerino). In quest'ultima cappella si trova anche il quadro della Madonna del latte, dai locali chiamata Madonna delle Macchie, della prima metà del XVI sec. e restaurata nell'Ottocento.

### Chiesa di San Giovanni
A questa chiesa fa riferimento il primo documento storico riguardante Acquosi, del 1198, il quale dice che la chiesa era soggetta all'Abbazia di Sant'Angelo infra Ostia di Esanatoglia.

### Chiesa di San Giuseppe
All'interno del centro storico, addossata alla parete interna delle mura di cinta, vi è la piccola chiesa di San Giuseppe, che custodisce un Crocifisso ligneo del '500, un affresco di Giovanni Andrea De Magistris (1530) e una statua lignea di San Sebastiano.

### Chiesa di San Michele Arcangelo
La chiesa patronale di San Michele Arcangelo, di epoca romanico-gotica, conserva dell'impianto originale il portale d'ingresso con le decorazioni in cotto (XIV sec.) e alcune porte laterali, mentre all'interno ha conformazione neoclassica in seguito alla ristrutturazione settecentesca e conserva due altari laterali in pietra locale (XVIII sec.).

## Società

### Evoluzione demografica
Abitanti censiti

## Cultura

### Musei
Il Museo di Storia Naturale nasce nel 2002 e comprende pezzi di minerali, fossili e una sezione dedicata all'esposizione di conchiglie.

### Attrazioni turistiche
Nel periodo Natalizio nel centro storico è possibile visitare il Presepe Artistico Meccanizzato, estremamente particolareggiato, ricco di movimenti ed effetti scenografici.

## Infrastrutture

### Ferrovie
Il territorio comunale dispone di una stazione ferroviaria facente parte della ferrovia Civitanova Marche-Fabriano, servita da treni regionali Trenitalia nell'ambito del contratto di servizio stipulato con la Regione Marche.

## Amministrazione
| Periodo        | Periodo        | Primo cittadino        | Partito                                       | Carica                  | Note          |
| -------------- | -------------- | ---------------------- | --------------------------------------------- | ----------------------- | ------------- |
| 23 aprile 1995 | 12 giugno 1999 | Adelelmo Narducci      | Lista civica di Centro-sinistra               | Sindaco                 | [ 8 ]         |
| 13 giugno 1999 | 12 giugno 2004 | Giorgio Grespini       | Lista civica                                  | Sindaco                 | [ 9 ]         |
| 13 giugno 2004 | 6 giugno 2009  | Mario Cavallaro        | Lista civica (area Centro-sinistra)           | Sindaco                 | [ 10 ]        |
| 7 giugno 2009  | 28 maggio 2012 | Gianfabio Giorgioni    | Lista civica Gagliole Attiva                  | Sindaco                 | [ 11 ] [ 12 ] |
| 29 maggio 2012 | 26 maggio 2013 | Maria Giulia Minicucci |                                               | Commissario prefettizio |               |
| 27 maggio 2013 | 10 giugno 2018 | Mauro Riccioni         | Lista civica Per Gagliole - Partito Comunista | Sindaco                 | [ 13 ]        |
| 11 giugno 2018 | 14 maggio 2023 | Sandro Botticelli      | Lista civica Benessere per Gagliole           | Sindaco                 |               |
| 15 maggio 2023 | in carica      | Sandro Botticelli      | Lista civica Siamo Gagliole                   | Sindaco                 |               |

## Sport

### Calcio a 5
La squadra locale di Calcio a 5, l'ASD Gagliole C5, gioca le partite in casa nell'impianto sportivo "Drago e Gentili" di Camerino.
La squadra milita in serie C1, nel girone unico regionale.

## Eventi

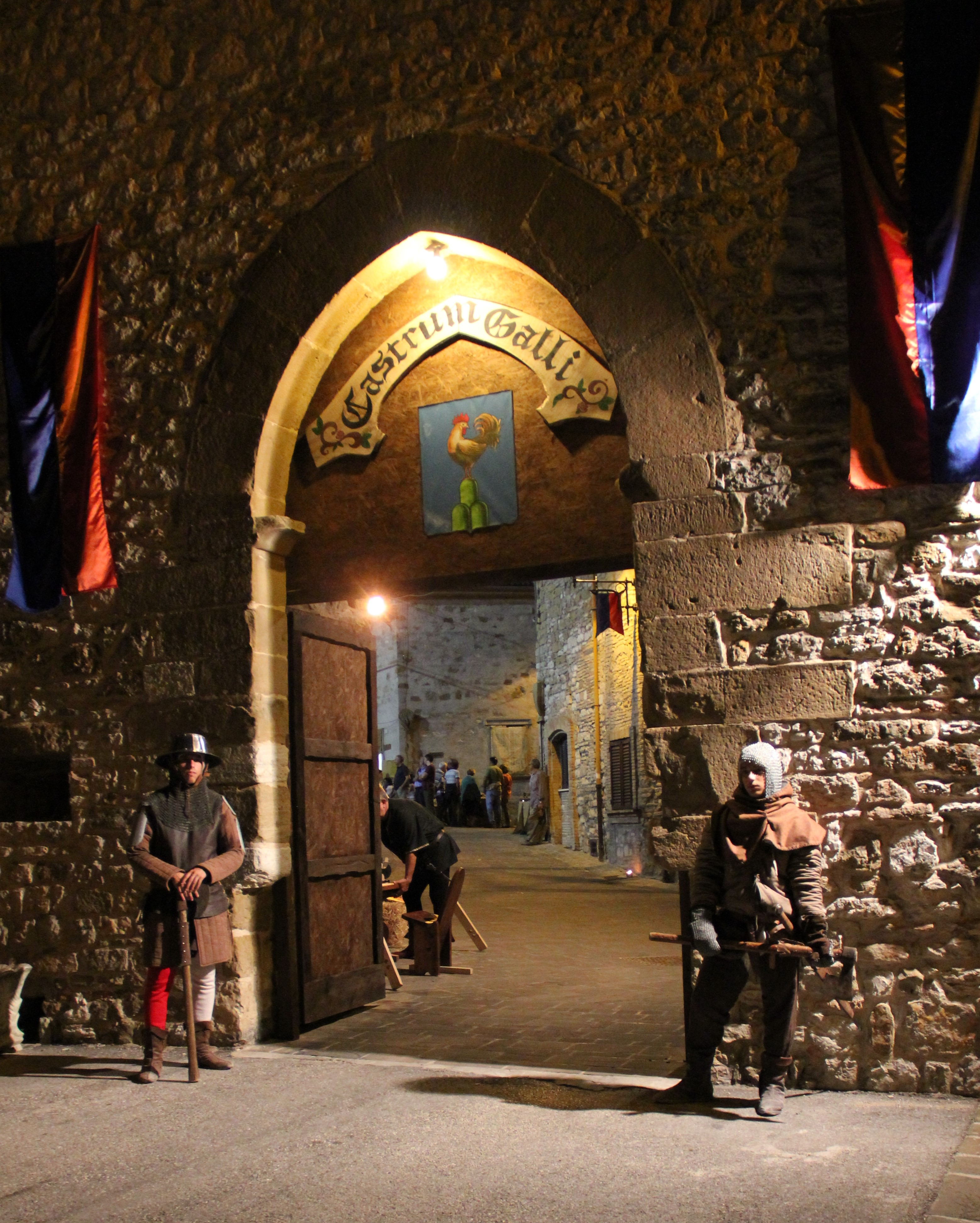
Castrum Galli (2015) - Gagliole (ingresso al centro storico)

### Castrum Galli
Rievocazione storica medievale ambientata nel borgo del centro storico. Generalmente si svolge nell'ultimo fine settimana del mese di luglio.
- I edizione (2011).
- II edizione (2012).
- III edizione (2013).
- IV edizione (2014).
- V edizione (2015).
- VI edizione (2016).
- VII edizione (2019).
- VIII edizione (2022).

## Galleria d'immagini

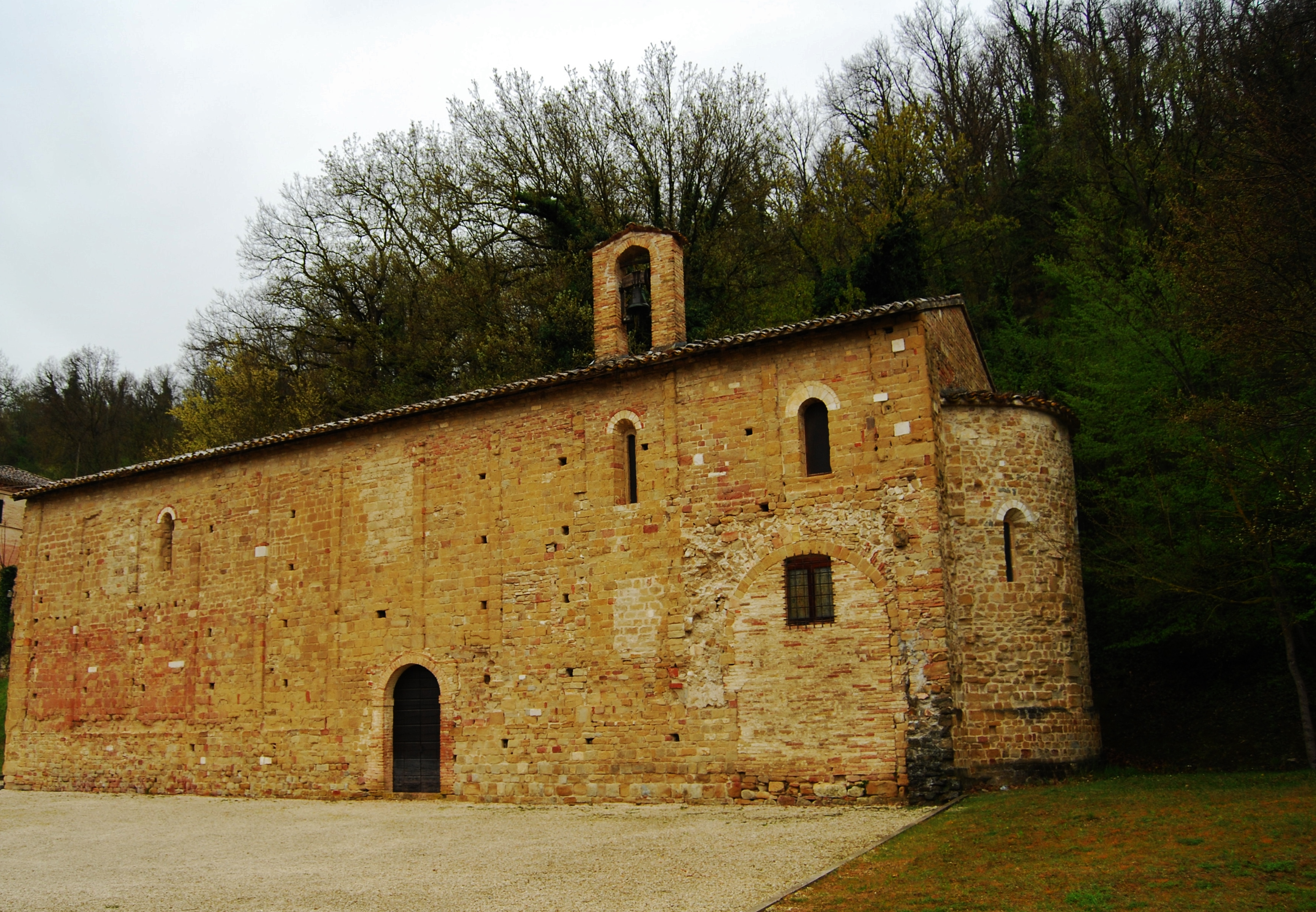
Madonna della Pieve
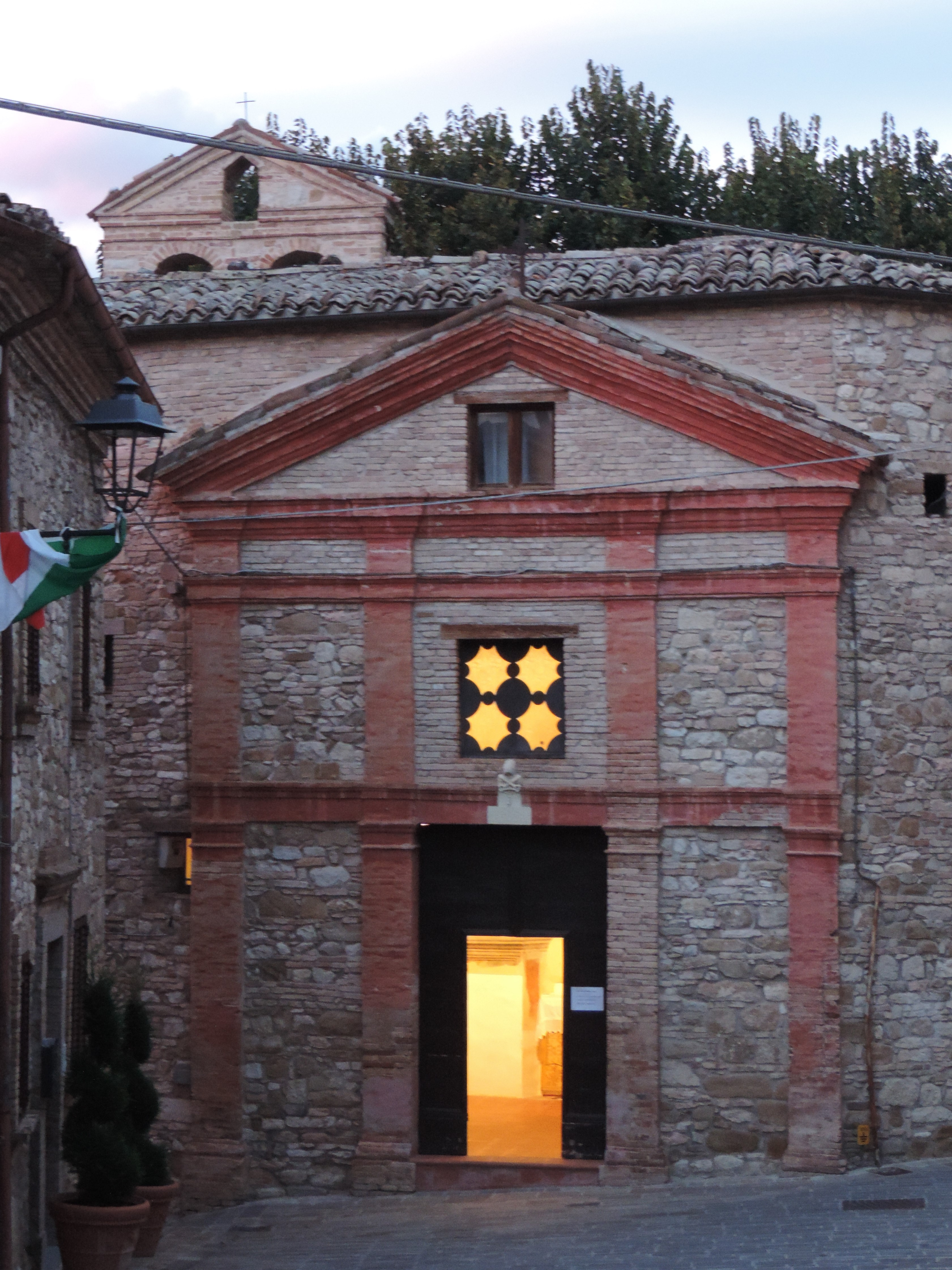
Chiesa di San Giuseppe
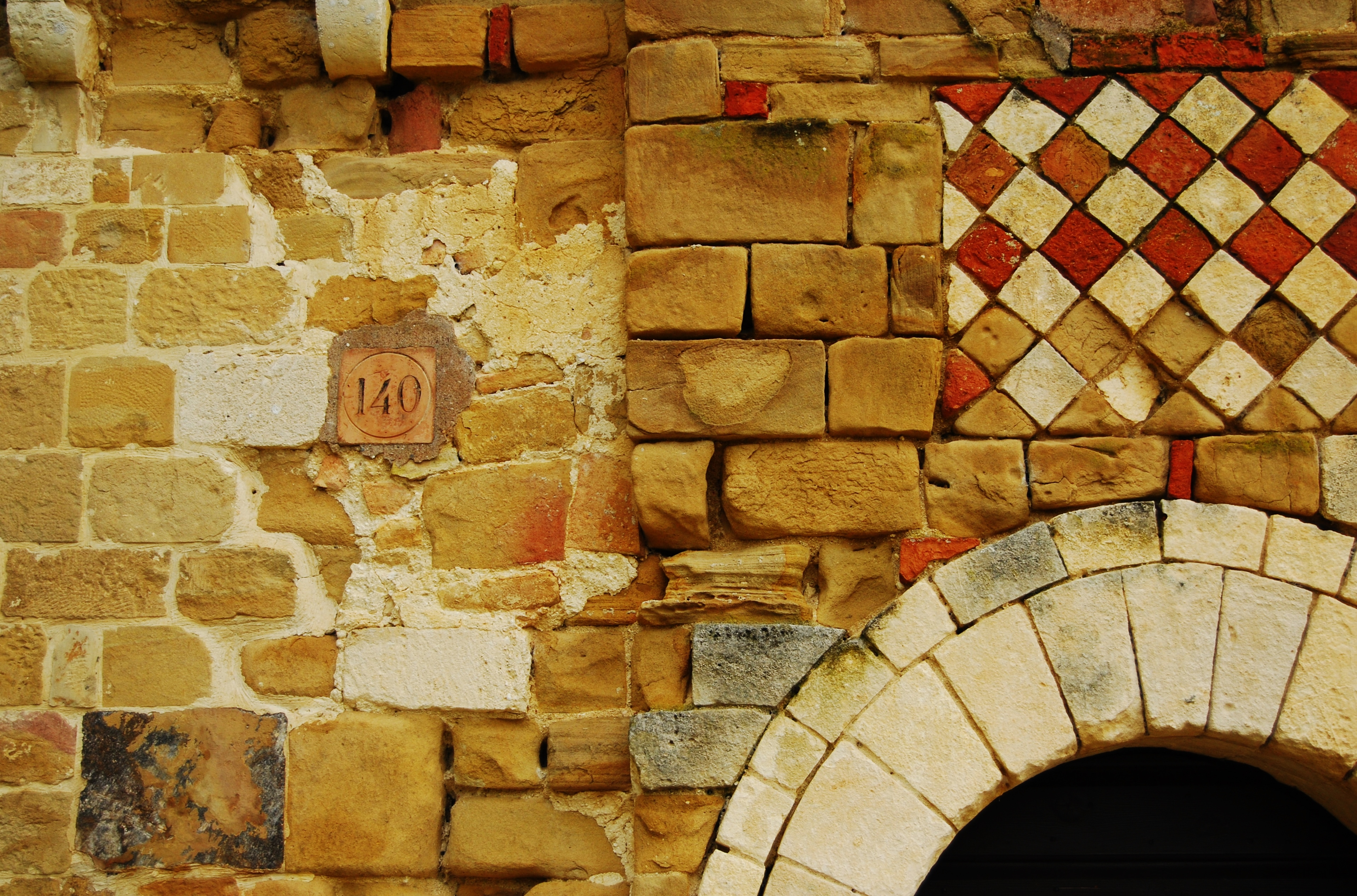
Chiesa di Santa Maria della Pieve - particolare della facciata
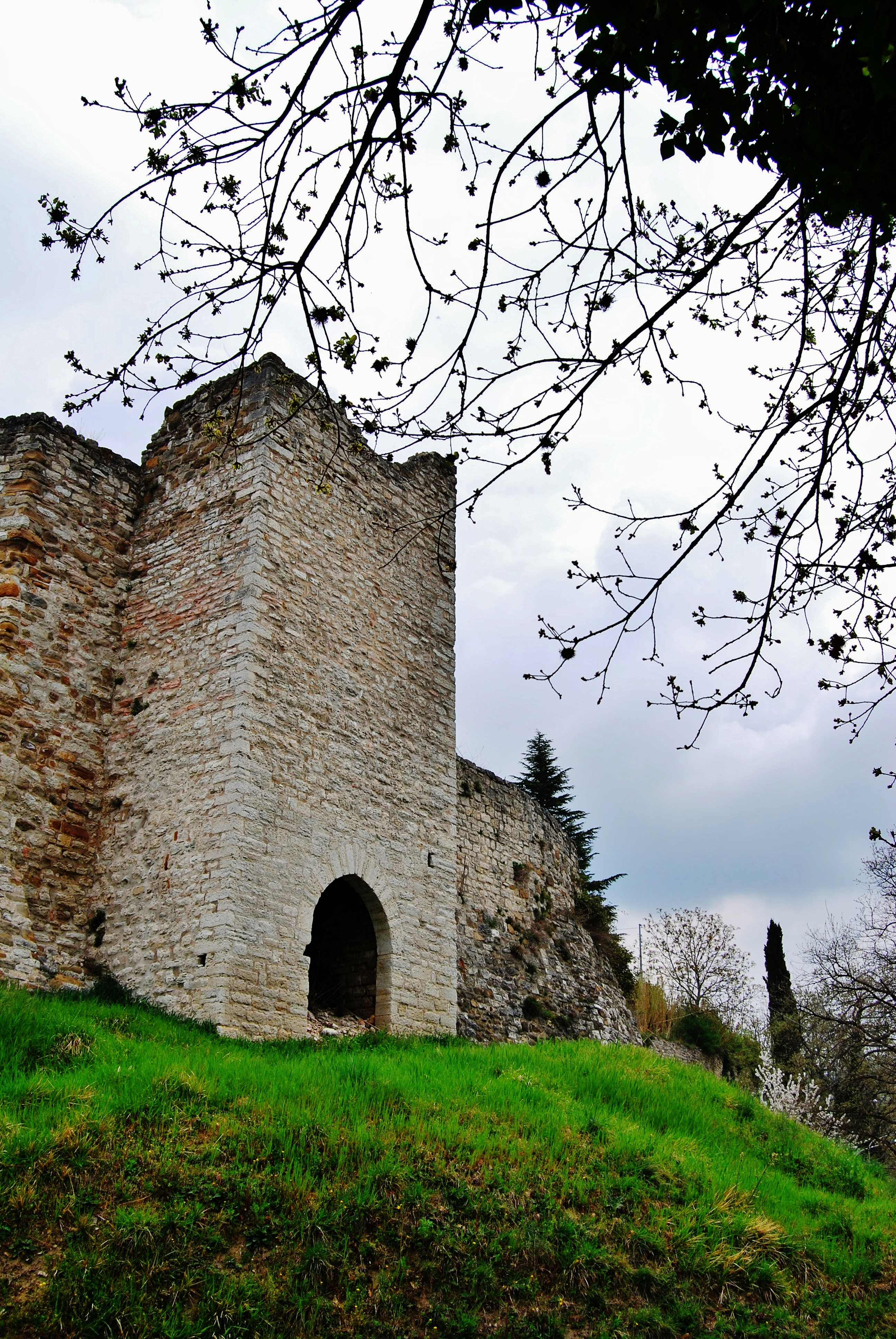
Porta Zingarina
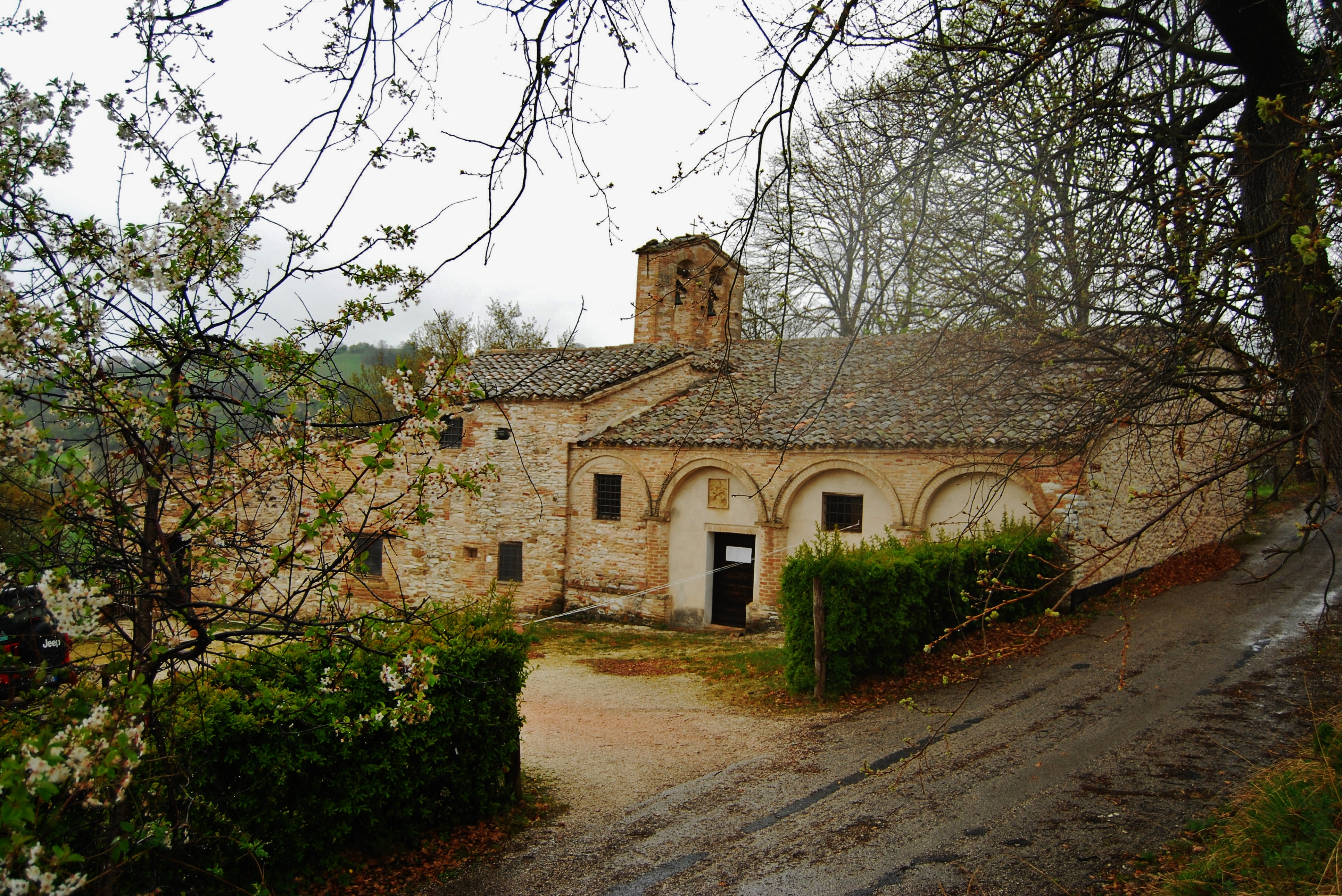
Eremo della Madonna delle Macchie